# Gjakova
Gjakova (anche in albanese Gjakovë; in serbo Ђаковица?, Đakovica; in italiano Giacovizza o Giacova) è una città del Kosovo.
È stata la sede di un aeroporto militare, costruito nel 1999 dopo la guerra del Kosovo e gestito fino al dicembre 2013 dall'Aeronautica Militare Italiana. Il 3º Stormo diventato nel 1999 Reparto Mobile di Supporto dai primi di agosto dello stesso anno inviò circa 120 uomini per costituire il Distaccamento Aeronautico A.M.I.Ko. (Aeronautica Militare Italiana in Kosovo).

## Geografia antropica

### Suddivisioni amministrative
Il comune si divide nei seguenti villaggi:
Babaj i Bokës, Bardhaniq, Bardhasan, Botushë, Beci, Berjah, Bishtazhin, Brekoc, Brovina, Qerret, Qerim, Cërmjan, Damjan, Deva, Gjakova, Doblibarë, Dobriqë, Dobrosh, Novosellë e Poshtme, Dujakë, Hereç, Firza, Fshaj, Goden, Novosellë e Epërme, Gërqina, Gërgoc, Guskë, Jabllanicë, Jahoc, Janosh, Kodralija – Beckëz, Korenicë, Koshare, Kralane, Kushavec, Lipovec, Marmullë, Meqë, Orizë, Madanaj, Mejë, Moglik, Molliq, Morinë, Novokaz, Osek Hilë, Osek Pashë, Palabardhë, Pjetershtan, Plançor, Ponoshec, Popovc, Racë, Rracaj, Radoniq, Rakoc, Ramoc, Rogova I, Rogovë II, Zidi Sadikagës, Sheremet, Shishman, Skivjan, Smaq, Smolicë, Stubell, Trakaniq, Ujz, Vogovë, Vraniq, Zhabel, Zhdrellë, Zhub, Zulfaj.

## Società

### Evoluzione demografica
| Composizione etnica |          |   |       |   |        |   |          |   |      |   |         |   |        |   |        |   |        |
| Anno/Etnia          | Albanesi | % | Serbi | % | Turchi | % | Bosniaci | % | Roma | % | Ashkali | % | Croati | % | Gorani | % | Totale |
| 2013                | 92 997   |   | 25    |   | 21     |   | 73       |   | 234  |   | 113     |   | 117    |   | 15     |   | 94 556 |